# Monceau-Saint-Waast
Monceau-Saint-Waast is een gemeente in het Franse Noorderdepartement (regio Hauts-de-France) en telt 501 inwoners (2005). De plaats maakt deel uit van het arrondissement Avesnes-sur-Helpe.

## Geografie
De oppervlakte van Monceau-Saint-Waast bedraagt 5,9 km², de bevolkingsdichtheid is 84,9 inwoners per km².
De onderstaande kaart toont de ligging van Monceau-Saint-Waast met de belangrijkste infrastructuur en aangrenzende gemeenten.

## Demografie
Onderstaande figuur toont het verloop van het inwonertal (bron: INSEE-tellingen).